# 奧羅拉 (塞阿臘州)

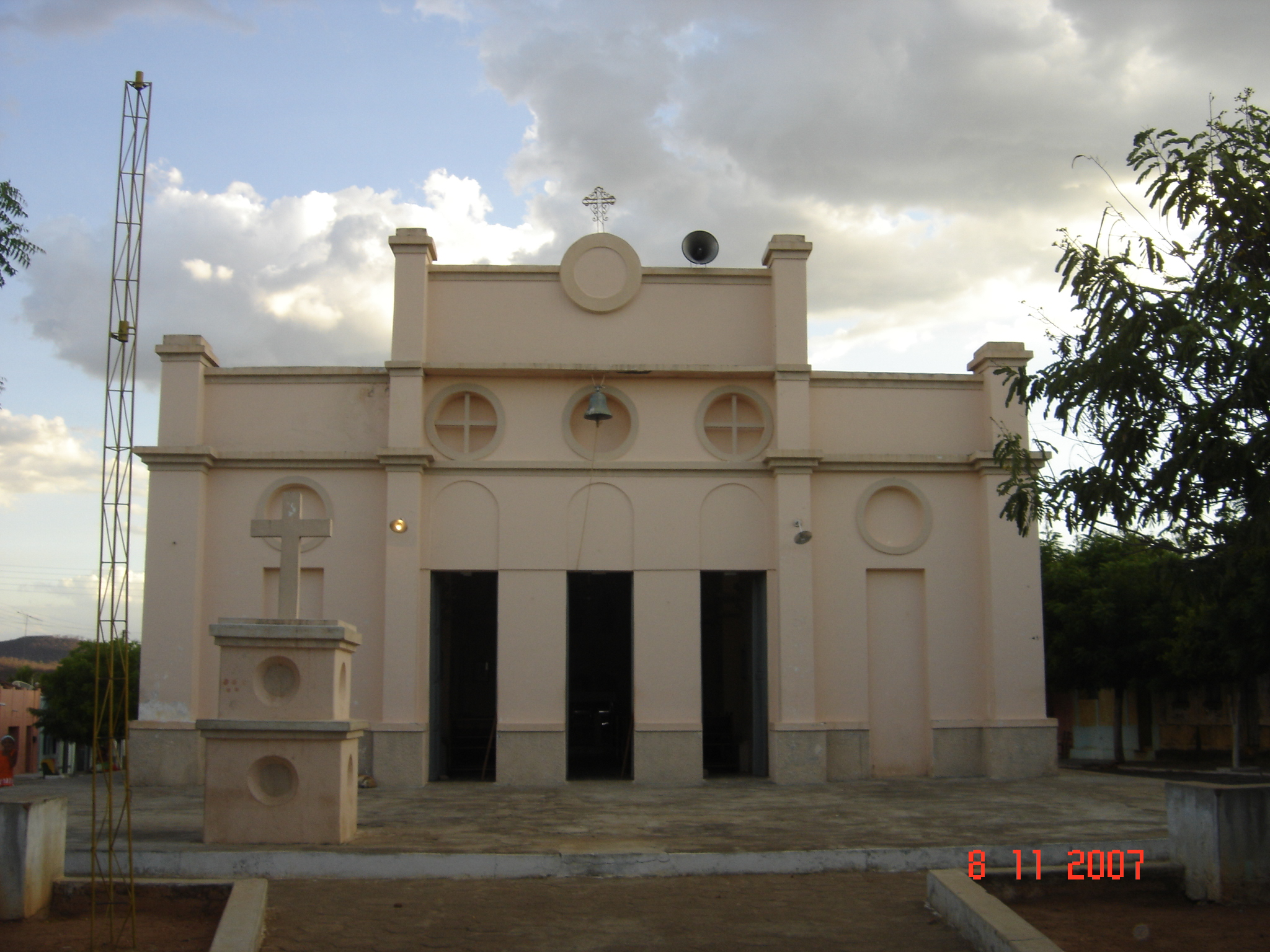
奧羅拉

奧羅拉（葡萄牙語：Aurora），是巴西的城鎮，位於該國東北部，由塞阿臘州負責管轄，始建於1883年，面積886平方公里，海拔高度3米，2010年人口24,566，人口密度每平方公里27.73人。